# Barbus atkinsoni
The Dash-dot Barb (Barbus atkinsoni) là một loài cá vây tia trong họ Cyprinidae.
Nó được tìm thấy ở Malawi và Tanzania.
Môi trường sống tự nhiên của nó là các con sông. Nó không được IUCN xem là loài bị đe dọa.